# Danuria thunbergi
Espèce
Danuria thunbergi est une espèce d'insectes de la famille des Deroplatyidae (ordre des Mantodea).

## Répartition
Cette espèce se rencontre en zone afrotropicale et est notamment présente en Ethiopie, au Kenya, en République Démocratique du Congo, en Namibie, en Tanzanie, au Zimbabwe, au Mozambique et en Afrique du Sud.

## Description
Cet insecte est de couleur grise, légèrement jaunâtre chez le mâle,.
Il mesure de l'ordre de 75 à 79 mm avec une largeur de 3 mm pour le mâle. La femelle est plus grande avec une longueur de 85 mm pour une largeur de 6 mm mais avec des élytres plus courts.

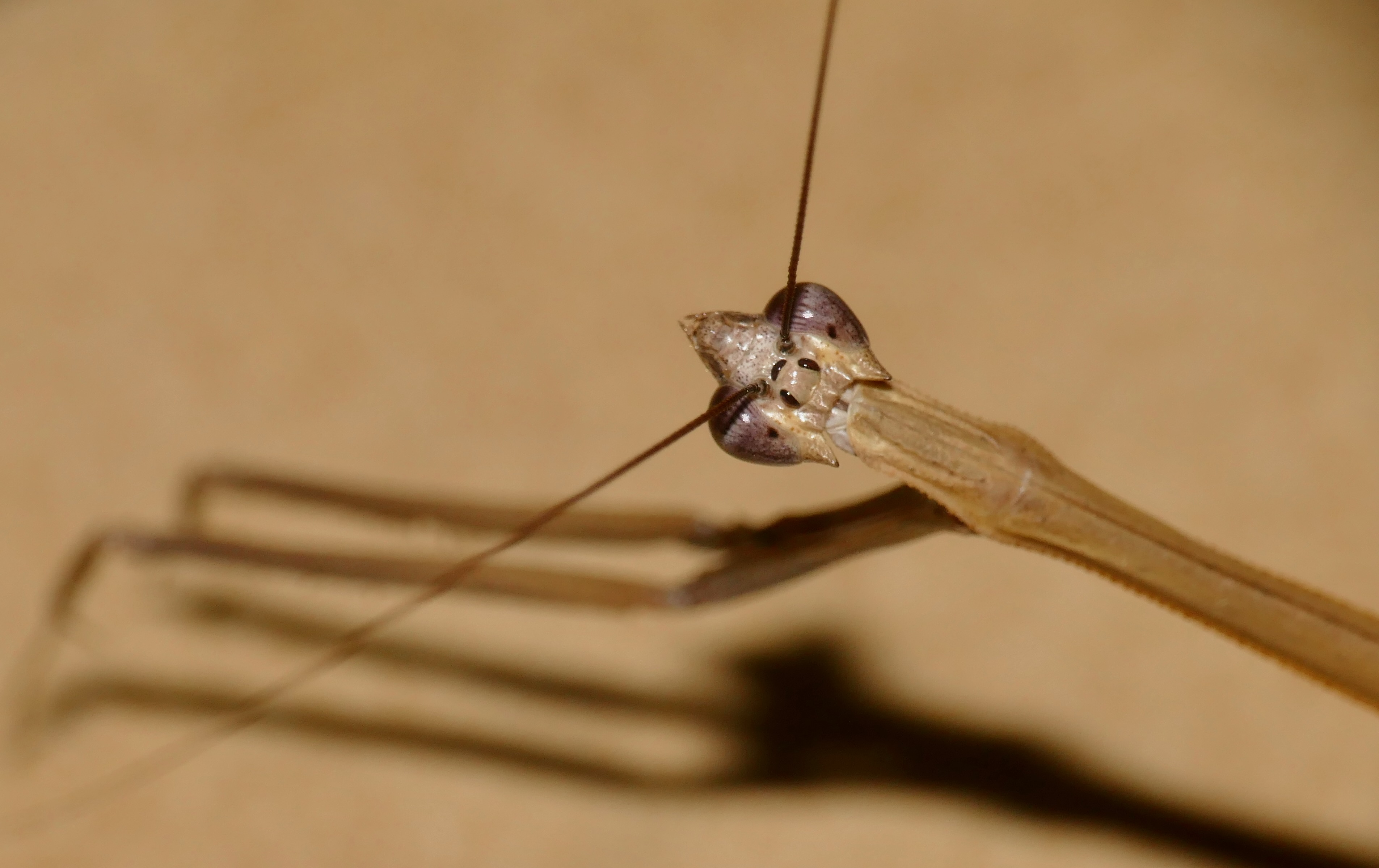
Détail de la tête.

Le sommet de la tête entre les antennes présente quatre tubercules pointus. Chez le mâle, les antennes sont légèrement plus longues de le prothorax.
Le pronotum est très allongé, arrondi au-dessus des hanches, avec les bords de la métazone légèrement denticulés chez les deux sexes. Il est lisse chez le mâle et peu granuleux chez la femelle. La métazone est trois fois plus longue que la prozone chez la femelle et presque quatre fois chez le mâle. Chez le mâle, le mésothorax et le métathorax sont presque deux fois plus long que le prothorax. Le dos est caréné, sillonné en avant et à peine élargi au-dessus des coxae avec les côtés surtout crénelés en avant.
Chez le mâle, les élytres, étroits, ne dépassent pas l'abdomen et atteignent le sommet du cinquième segment abdominal. Ils sont hyalins et bruns paille sur la moitié antérieur et hyalins crasseux sur la partie postérieure. Le stigma est linéaire et plus clair. Chez la femelle, les élytres sont gris foncés, assombris vers l'apex avec un stigma sub-quadrangulaire jaunâtre brillant. Les ailes du mâle, hyalines et brunes, arborent une zone discoïdale assombrie avec l'apex légèrement blanchâtre réticulé. La veine discoïde est indivisé avec l'apex légèrement sinueux et des nervures transversales bordées de blanc. La zone anale est légèrement assombrie avec des cellules densément hyalines. Chez la femelle, les ailes sont courtes avec une zone discoïde noire et la zone anale saturée de cellules hyalines fumées.
Le bord antérieur des coxae est finement denticulé avec un élargissement apical triangulaire allongé et beaucoup plus long que large. Les fémurs antérieurs sont bruns à l'intérieur. Le fémur médian présente un lobe pré-apical bas et faiblement bidenté. Les tibias médians sont légèrement élargis de la base au milieu et non lobés. Une tache brun noir est présente à l'intérieur de la pointe des coxae antérieurs.
Les quatre premiers segments abdominaux sont bordés de noir au sommet chez le mâle,. Les segments abdominaux de la femelle sont produits au milieu de l'apex supérieur en forme de dent. 
Les plaques sous-génitales sont produites chez le mâle. Elles sont arrondies entre les stylets avec l'apex finement denté au milieu.

## Systématique
L'espèce Danuria thunbergi a été nommée et décrite en 1856 par l'entomologiste suédois Carl Stål probablement en l'honneur de Carl Peter Thunberg.

### Publication originale
- (la) C. Stål, « Orthoptera cursoria och Locustina från Cafferlandet », Öfversigt af Kongl. Vetenskaps-Akademiens Forhandlingar, Stockholm, vol. 13,‎ 1856, p. 169-170 (ISSN 1100-4622, lire en ligne, consulté le 8 novembre 2024).